# Sarothruridae
Sarothruridae (лат.) — семейство птиц отряда журавлеобразных.

## Описание
Sarothruridae — маленькие птицы, очень напоминающие пастушковых. У них короткие круглые крылья, короткий, иногда пушистый, хвост, компактное тело, немного вытянутая голова среднего размера на толстой шее, сильные ноги.
Пушистые погоныши (Sarothrura) выделяются ярко-рыжими головами и тёмным телом с обильными пятами или прожилками белого и кремового цветов. Самцы пушистых погонышей обладают более ярким оперением по сравнению с самками. Половой диморфизм наблюдается также у видов рода Rallicula. Цвет оперения Canirallus и Mentocrex обычно варьируется от коричневого до рыжего, иногда с белыми полосами на боках или пятнами на крыльях.
Прямой клюв пушистых погонышей довольно короткий, немного длиннее и тяжелее у Canirallus и Mentocrex.

## Распространение и охранный статус
Представители семейства обитают в Африке к югу от Сахары и на Мадагаскаре. В основном они предпочитают болота и затопленные луга, но также селятся в зарослях кустарника и лесах. Многие виды заселяют небольшие разрозненные ареалы, что затрудняет их исследования на большой части Африки. Такие виды могут иметь не обнаруженные до сих пор популяции.
Олсон рассматривал вместе роды Canirallus, Mentocrex, Rallicula, представленные на тот момент шестью видами из Западной Африки, Мадагаскара и Новой Гвинеи. Описывая сходство реликтовых лесов и фауны Западной Африки, Мадагаскара и Новой Гвинеи, Олсон сравнивал африканских Tigriornis и Zonerodius из Новой Гвинеи, Pseudocalyptomena из Конго и Calyptomena, преимущественно обитающие на Калимантане, и многие другие таксоны, включая млекопитающих. Он полагал, что ранее все эти виды были намного широко распространены.
Развитие территорий, ведение сельского хозяйства и добыча лесных ресурсов представляют существенную угрозу для среды обитания четырёх видов: двух представителей Sarothrura и двух — Mentocrex. Возможно, охота представляет опасность для Mentocrex beankaensis.

## Питание
Sarothruridae в основном питаются намекомыми и другими беспозвоночными, включая улиток. Некоторые виды также питаются мелкими позвоночными, например, лягушками, или семенами и другим растительным кормом.

## Размножение
Из-за скрытного поведения представителей семейства информация об их особенностях размножения крайне скудная. Предположительно, птицы являются моногамными, родители вдвоём ухаживают за своим потомством.
Пушистые погоныши строят на земле чашеобразные гнёзда из травы, листьев и тростника. Некоторые виды покрывают гнёзда сверху травой, листьями, ветками или корнями, в то время как другие держат гнёзда открытыми. Известно, что у пёстрого пушистого погоныша (Sarothrura elegans) строительством гнезда занимаются самцы. Открытые чашеобразные гнёзда из тростника и травы строят Mentocrex.
Самка откладывает 2—6 яиц, насиживанием которых занимаются и самцы, и самки. Пуховой наряд птенцов Mentocrex и Rallicula окрашен в чёрный и красновато-коричневый цвета. У Mentocrex пух раскрашен в полоску в верхней части тела и в коричневую и чёрную крапинку — в нижней, а у Rallicula forbesi крапинки по всему телу, а узор на спине отсутствует. Птенцы Rallicula rubra темнее, чем R. forbesi, в их пуховом наряде чёрный цвет доминирует над коричневым.
Птенцы покидают гнездо вскоре после появления на свет. По меньшей мере про некоторые виды известно, что за птенцами продолжают ухаживать и самцы, и самки.

## Систематика
Долгое время учёные относили входящие в семейство роды к обширному и разнообразному семейству пастушковых (Rallidae). В 1957 году Рене Ферхейен (Rene Verheyen) разделил это семейство на пять подсемейств, одно из которых, Sarothrurinae, включало исключительно род Sarothrura. Олсон в 1973 году указывал, что для такой классификации отсутствует рациональное обоснование. Сам он относил роды Canirallus, Mentocrex, Rallicula к самым примитивным пастушковым и объединял их на основании схожего строения клюва; каштанового оперения груди и шеи; чёрного или тёмно-коричневого оперения брюха; длинного красного хвоста; чёрных маховых перьев с белыми полосками. Олсон полагал что мадагаскарский серогорлый пастушок является промежуточным звеном между западноафриканским серогорлым пастушком (Canirallus oculeus) и Rallicula, и объединял все таксоны в один род Canirallus (он был описан Шарлем Люсьеном Бонапартом в 1856 году и имел приоритет названия над Rallicula, описанным Германом Шлегелем в 1871 году). Следующим таксоном, связанным с этой группой Олсон называл род Sarothrura. На сходство Sarothrura и Rallicula указывали Томмазо Сальвадори, который в 1875 году описал Rallicula leucospila в составе рода Sarothrura, а также Джеймс Чапин, который в 1932 году отметил сходство этих родов. Вместе с тем, Джеймс Ли Питерс в 1934 году расположил между ними более 20 родов.
Согласно современным исследованиям Sarothrura и Mentocrex являются сестринскими лапчатоногим (Heliornithidae) и таким образом нарушают монофилию пастушковых, из-за чего они были вынесены в отдельное семейство. Дальнейшее изучение систематики пастушковых птиц показало, что представители рода Rallicula также нарушают монофилию оставшегося семейства: были показаны сестринские связи между (Rallicula forbesi) и (Sarothrura rufa). Учёные также отметили половой диморфизм представителей родов Rallicula и Sarothrura, в то время как лишь два вида пастушковых обладают подобным свойством: (Gallicrex cinerea) и (Zapornia parva).
Heliornithidae и Sarothruridae вместе образуют группу, сестринскую Rallidae. Кроме того, сестринским Sarothruridae признано ископаемое семейство птиц из Новой Зеландии Aptornithidae.

## Роды
В семейство включают 3 рода:
- Sarothrura — Пушистые погоныши
- Mentocrex
- Rallicula